# Erjon Vuçaj
Erjon Vuçaj (ur. 25 grudnia 1990 w Szkodrze) – albański piłkarz grający na pozycji pomocnika w KF Laçi. Podczas swojej kariery występował również we Vllaznii Szkodra oraz Skënderbeu Korcza. Były reprezentant kraju U-19 i U-21.

## Statystyki kariery
| Sezon       | Klub              | Kraj    | Rozgrywki           | Mecze | Bramki |
| ----------- | ----------------- | ------- | ------------------- | ----- | ------ |
| 2009/10     | KF Laçi           | Albania | Kategoria Superiore | 18    | 1      |
| 2010/11     | KF Laçi           | Albania | Kategoria Superiore | 29    | 0      |
| 2011/12     | KF Laçi           | Albania | Kategoria Superiore | 20    | 4      |
| 2012/13 (j) | Skënderbeu Korcza | Albania | Kategoria Superiore | 0     | 0      |
| 2012/13     | KF Laçi           | Albania | Kategoria Superiore | 24    | 9      |